# Семья Гласс
Семья Гласс (англ. Glass family) — семейство вымышленных персонажей, живущих в Нью-Йорке, которые появляются в нескольких рассказах и повестях Сэлинджера. Все произведения о семье Гласс, за исключением рассказа «В лодке», были впервые опубликованы в журнале The New Yorker. Некоторые из них позже были изданы в сборнике «Девять рассказов».

## Члены семейства Гласс
от старших к младшим
- Лес и Бесси Гласс (урождённая Галлахер) — вышедшие на пенсию актёры. Лес — австралийский еврей, Бесси — ирландка. У них семеро детей. Все дети под псевдонимами участвовали в радиопередаче «Умный ребёнок».
- Симор Гласс — старший сын, родился в 1917 году. Как и все дети Глассов, был на редкость умён и талантлив. Рано окончил колледж, получил ученую степень и до призыва на военную службу преподавал английскую литературу. Принимал участие во Второй Мировой войне. В 31 год совершает самоубийство (рассказ «Хорошо ловится рыбка-бананка»). Для всех детей Глассов Симор был примером для подражания, все братья и сестры, а особенно Бадди, спустя годы не смирились с его самоубийством.
- Уэбб Галлахер (Бадди) Гласс — сын, писатель, от лица которого ведётся повествование. Родился в 1919 году. Во многом похож на самого «создателя» семейства Гласс Дэвида Сэлинджера. Был очень близок Симору, они вместе росли.
- Беатрис (Бу-Бу) Гласс Танненбаум — дочь. Замужем, имеет троих детей. Одно из действующих лиц в рассказе «В лодке»[1].
- Уолтер (Уолт) Гласс — сын. Брат-близнец Уэйкера. Воевал и погиб в Японии по несчастливой случайности в самом конце Второй Мировой. Упоминается в рассказе «Лапа-растяпа»[2].
- Уэйкер Гласс — сын. Брат-близнец Уолтера, младше его на двенадцать минут. «Бывший странствующий картезианский проповедник и журналист, ныне ушедший в монастырь»[3].
- Захари Мартин (Зуи) Гласс — младший сын Глассов, родился в 1930 году. Невероятно умён, отчего в возрасте двенадцати лет подвергался многократным обследованиям учёными из Бостона на предмет выявления причин его одарённости. Отказался от научной карьеры и стал актёром. Небольшого роста, лёгкого телосложения, красив, но не гордится своей внешностью.
- Фрэнсис (Фрэнни) Гласс — младшая дочь Глассов, родилась в 1935 году. Черноволосая хрупкая девушка, красотой не уступала брату Зуи, училась в колледже, чтобы стать актрисой, играла в театре.

## Список произведений, в которых фигурируют члены семьи Гласс
- «Хорошо ловится рыбка-бананка»
- «Лапа-растяпа»
- «В лодке»
- «Выше стропила, плотники»
- «Симор: Введение»
- «Фрэнни и Зуи»
- «16 Хэпворта 1924 года»